# Повне знищення

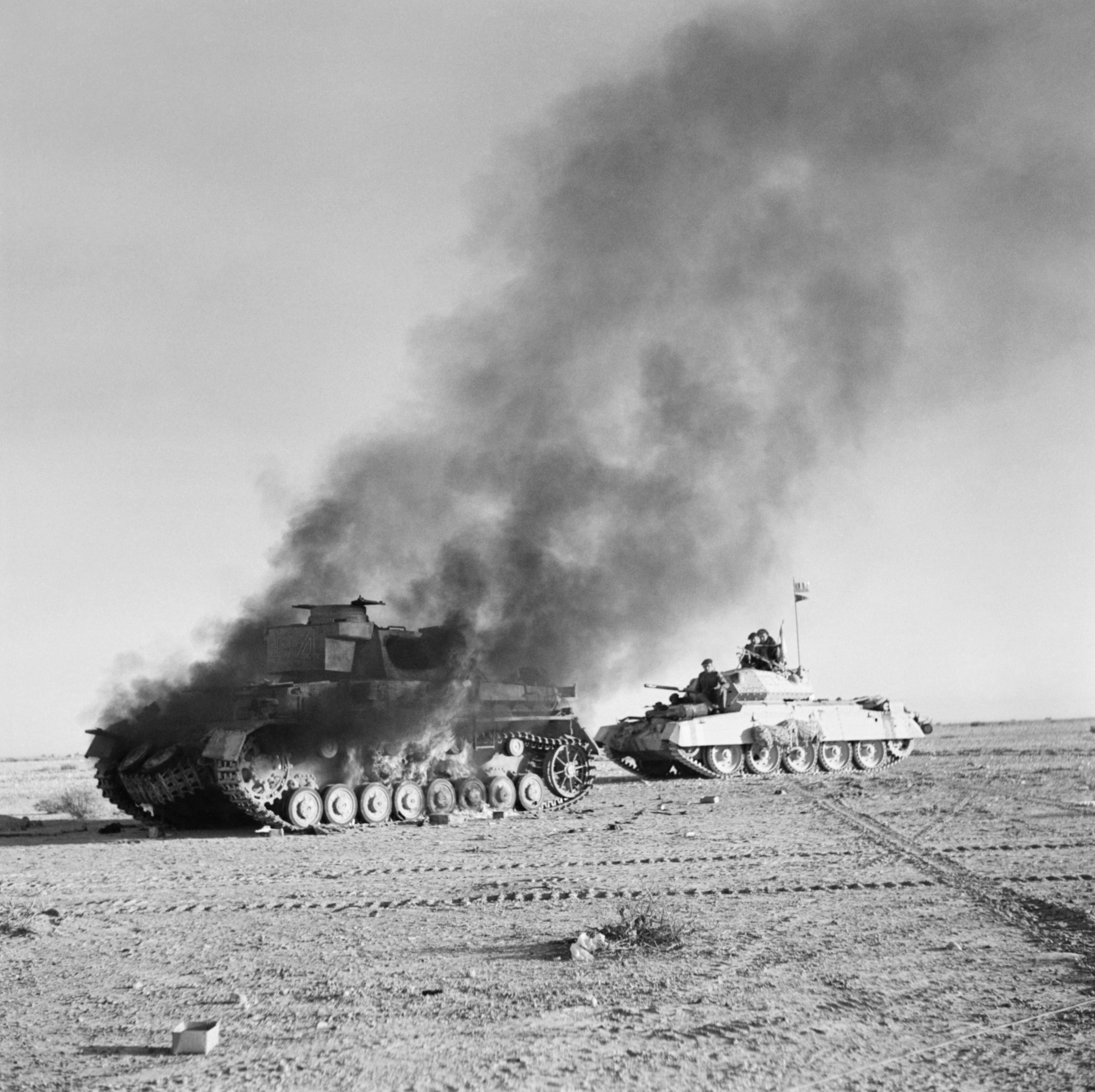
Британський танк Crusader біля палаючого німецького танку PzKpfw IV під час операції «Крусейдер»

Катастрофічне знищення, K-Kill або повне знищення — завдання ушкоджень бронетехніці, які призвели до повного знищення техніки. Техніка відновленню не підлягає.
Термін підбитий відноситься до техніки, яку підбили і яку залишив екіпаж, але яку можна відремонтувати. Хоча пізніше підбитий транспорт може бути визнаний непридатним для ремонту і списаний, повне знищення зазвичай руйнує техніку так, що одразу помітно — вона не підлягає ремонту. Таке знищення може статися через пожежу або вибух. Серед танкістів він також відомий як brew up (підбивати танк), придуманий під час Другої світової війни від терміна заварювання чаю. Вираз походить через те, що британські солдати використовували як печі для заварювання чаю старі паливні каністри з дірками в боках. Полум'я, що виривалося через ці отвори, було схоже на полум'я, що виривалося з підбитих танків.
Результатом катастрофічного знищення є займання палива, яке може зумовити детонацію (передчасний вибух або детонаційний вибух) боєкомплекту. Екіпаж не обов'язково гине під час катастрофічного знищення, але більшість жертв серед танкістів під час війни саме через це.
Таке знищення також пов'язують з ефектом Джека-стрибунця, коли танкова башта зривається силою надлишкового тиску, який з'являється через вибух боєкомплекту. Деякі конструкції танків передбачають мембранні панелі, які спрямовують силу вибуху назовні.